# Región de Mayo-Kebbi Este
Mayo-Kebbi Este es una de las 23 regiones de Chad (Decretos N.º 415/PR/MAT/02 y 419/PR/MAT/02), y su capital es Bongor. Fue establecida a partir de la antigua prefectura de Mayo-Kebbi (subprefecturas de Bongor, Fianga y Gounou Gaya).

## Subdivisiones
La región de Mayo-Kebbi Este está dividida en 4 departamentos:
| Departamento | Capital     | Subprefecturas             |
| ------------ | ----------- | -------------------------- |
| Kabbia       | Gounou Gaya | Gounou Gaya, Hollom-Gamés  |
| Mayo Lemie   | Guelendeng  | -                          |
| Mayo-Boneye  | Bongor      | Bongor, Kim, Koyom, Rigaza |
| Mont d'Illi  | Fianga      | -                          |

## Demografía
La región tenía 495.339 habitantes en 1993.
Los grupos étno-lingüísticos principales son los moussey, los massa, los tupuri, los marba, los kéra, los mousgoum y los kim.

## Economía
Agricultura y pesca.
- Datos: Q911421